# Collebeato
Collebeato is een gemeente in de Italiaanse provincie Brescia (regio Lombardije) en telt 4679 inwoners (31-12-2004). De oppervlakte bedraagt 5,3 km², de bevolkingsdichtheid is 872 inwoners per km².

## Demografie
Collebeato telt ongeveer 1853 huishoudens. Het aantal inwoners steeg in de periode 1991-2001 met 4,1% volgens cijfers uit de tienjaarlijkse volkstellingen van ISTAT.
| Jaar | Inwoneraantal |
| ---- | ------------- |
| 1991 | 4193          |
| 2001 | 4366          |

## Geografie
De gemeente ligt op ongeveer 200 m boven zeeniveau.
Collebeato grenst aan de volgende gemeenten: Brescia, Cellatica en Concesio.

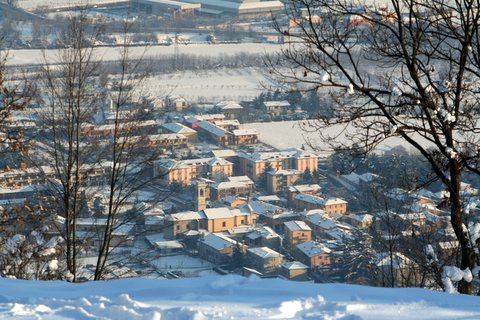
Centrum Collebeato